# Woodhaven Boulevard (stacja metra na Queens Boulevard Line)
Woodhaven Boulevard – stacja metra nowojorskiego, na linii E, M i R. Znajduje się w dzielnicy Queens, w Nowym Jorku. Została otwarta 31 grudnia 1936.